# Ordre des Servites de Marie
Ne doit pas être confondu avec Ordre des serviteurs de la Sainte Vierge.
L'ordre des Servites de Marie (en latin : Ordo Servorum Beatae Virginis Mariae) est un ordre mendiant de droit pontifical. Leur spiritualité est centrée sur la dévotion à la Vierge Marie, plus particulièrement sous le vocable de Notre-Dame des Douleurs. 

## Histoire
L'ordre est fondé le 15 août 1233 à Florence par sept marchands, Bonfils Monaldi, Bienvenu Manetti, Manet dell’Antella, Amédée Amidei, Sostène Sostegni, Hugues Uguccioni et Alexis Falconieri. Après avoir obtenu l'accord d'Ardengo Trotti, évêque de Florence, ils se retirent d'abord dans un ermitage en dehors de la ville appelé la Camarzia, puis s'installent sur le Mont Senario pour fonder l'abbaye de Monte Senario. Ils fondent ensuite un petit hospice à Florence qui devient le monastère et la basilique de la Santissima Annunziata.
Selon le récit hagiographique, le Vendredi saint 13 avril 1239, la Vierge leur apparaît tenant dans ses mains des vêtements noirs ; elle est accompagnée par des anges dont certains portent différents instruments de la Passion, un d'entre eux tient une palme et un autre un écusson avec les mots Serviteurs de Marie, gravés en lettres d'or. La Vierge leur dit qu'elle veut que les frères portent un habit noir, qui symbolise les douleurs qu'elle a ressenti lors de la Passion du Christ, et qu'ils observent la règle de saint Augustin,. Ce fait est également relaté par Alphonse de Liguori dans son livre Les Gloires de Marie, et il ajoute que la Vierge leur dit de méditer souvent ses douleurs s'ils voulaient lui être agréables. C'est pourquoi l'iconographie religieuse représente le plus souvent les sept fondateurs ensemble devant cette vision. 
La première approbation de l'ordre est donnée le 13 mars 1249 par le cardinal Raniero Capocci, légat pontifical en Toscane. Le 2 octobre 1251, Innocent IV nomme le cardinal Guglielmo Fieschi comme cardinal protecteur de l'ordre. Le pape suivant, Alexandre IV, permet aux religieux d'accepter les couvents qui leur seraient offerts, et d'avoir des églises et des monastères.
Après l'élection de saint Philippe Benizi comme supérieur général des servites le 5 juin 1267, l'ordre connaît des difficultés. Le deuxième concile de Lyon de 1274 veut exécuter les directives du quatrième concile du Latran, qui interdit la fondation de nouveaux ordres religieux et ordonne la suppression de tous les ordres mendiants non encore approuvés par le Saint-Siège En 1276, Innocent V adresse une lettre à Benizi pour l'informer que son ordre est supprimé. Philippe Benizi plaide brillamment sa cause à Rome, et l'ordre est rétabli par le pape Jean XXI. Bien que d'autres papes continuent à favoriser l'ordre, il n'est définitivement approuvé que le 11 février 1304 par la bulle Dum levamus de Benoît IX.

## Activités et diffusion
Les Servites se dédient aux services des paroisses et des lieux de pèlerinages, ils diffusent le culte de Notre-Dame des sept Douleurs avec des dévotions comme le chapelet des sept Douleurs ou le scapulaire de Notre-Dame des sept Douleurs.
Ils sont présents en :
- Europe[10] : Albanie, Allemagne, Autriche, Espagne, France (prieuré Saint-Ortaire), Grande-Bretagne, Irlande, Italie.
- Amérique[11],[12] : Argentine, Bolivie, Brésil, Canada, Chili, Colombie, États-Unis, Mexique, Pérou, Uruguay.
- Afrique[13] : Afrique du Sud, Eswatini, Kenya, Mozambique, Ouganda.
- Asie[14] : Birmanie, Inde, Indonésie, Philippines.
- Océanie[14] : Australie.

La maison généralice est à Rome.
En 2015, l'ordre comptait 872 religieux dont 587 étaient prêtres, dans 150 maisons.

## Congrégations agrégées
Plusieurs congrégations religieuses féminines ont demandé d'être agrégées aux servites car elles ont la même spiritualité. 
- Sœurs Servites de Marie de Londres, agrégées le 18 juin 1864.
- Servantes de Marie de Ravenne, agrégées en 1868.
- Servantes de Notre-Dame des Douleurs de Florence, agrégées le 27 mars 1876.
- Sœurs mantelées servantes de Marie de Pistoie, agrégées le 20 juillet 1879.
- Servantes de Notre-Dame des Douleurs de Nocera de' Pagani, agrégées le 25 octobre 1880.
- Sœurs compassionistes servites de Marie, agrégées le 1er novembre 1893.
- Servantes de Marie Réparatrices, agrégées le 17 février 1910.
- Sœurs de Notre-Dame des Douleurs servantes de Marie de Pise, agrégées en 1916
- Servantes de Notre-Dame des Douleurs de Chioggia, agrégées le 12 février 1918.
- Servantes de Marie de Ladysmith, agrégées en 1921.
- Servantes de Marie du Brésil, agrégées le 2 mai 1922.
- Sœurs de la Mère des Douleurs, servantes de Marie, agrégées le 18 septembre 1927.
- Servantes de Marie de Galeazza, agrégées le 8 décembre 1932.
- Servantes de Marie du Swaziland, agrégées en 1935.
- Sœurs minimes de Notre-Dame des Douleurs, agrégées le 9 janvier 1951.
- Servantes de Notre-Dame des Douleurs de Naples, agrégées le 25 octobre 1951
- Sœurs Missionnaires de Marie des Douleurs du Mexique, agrégées le 29 mars 1953
- Servantes de sainte Marie du Cénacle, agrégées le 15 août 1983.
- Sœurs de Notre-Dame de la Compassion de Marseille, agrégées le 7 juin 1992.

## Servites illustres
Saints
- Les sept fondateurs (fête le 17 février)[17]
- Philippe Benizi (1233-1285), 5e supérieur général de l'ordre
- Pérégrin Laziosi (1265-1345)
- Antoine-Marie Pucci (1818-1892)

Bienheureux
- Jacques de Città della Pieve (?-1304), laïc du Tiers-Ordre
- Joachim Piccolomini (1258-1305)
- Bonaventure Bonaccorsi (?-1315)
- André Dotti (1256-1315)
- Ubald Adimari (1245-1315)
- François Patrizi (1266-1328)
- Thomas d'Orvieto (it) (1300-1343)
- Benincasa de Montepulciano (1375-1426)
- Jérôme Ranuzzi (1410-1468)
- Jacques Philippe Bertoni (1454-1483)
- Bonaventure Tornielli (1410-1491)
- Jean-Ange Porro (1451-1505)
- Andrea Bertoni (1454-1483)
- Ferdinand Marie Baccilieri (1821-1893), prêtre du Tiers-Ordre

Autres
- Lodovico Pittorio (1452 ou 1454 - avant ou vers 1525), poète et humaniste de Ferrare, auteur d'ouvrages de spiritualité chrétienne.
- Dionisio Neagrus Laurerio (1497-1542), cardinal
- Giovanni Angelo Montorsoli (1507-1563), sculpteur
- Paolo Sarpi (1552-1623), historien et scientifique
- Filippo Ferrari (1570-1626), professeur de mathématique et écrivain
- Donato Mascagni (1579-1637), peintre
- Leonardo Cozzando (1620-1702), écrivain
- Pietro Maria Pieri (1676-1743), cardinal
- Bonfiglio Guelfucci (1721-1813), écrivain corse
- Paolo Canciani (1725-1810), historien
- Carlo Francesco Maria Caselli (1740-1828), cardinal
- Alexis-Henri-Marie Lépicier (1863-1936), cardinal
- Rafael Merry del Val (1865-1930), cardinal membre du Tiers-Ordre
- David Maria Turoldo (1916-1992), poète